# Elmar Vogels
Elmar Vogels (* 1. August 1925 in Düsseldorf; † 7. April 2011) war ein deutscher Verwaltungsjurist.

## Werdegang
Vogels schloss sein Studium 1958 mit Promotion an der Juristischen Fakultät der Universität Freiburg (Schweiz) ab. Er war Oberregierungsrat und Leiter des Hauptzollamtes Hannover. 1966 wurde er zum Bürgermeister der rheinland-pfälzischen Kreisstadt Mayen gewählt. Ab dem 1. April 1975 trug er die Dienstbezeichnung Oberbürgermeister. Er blieb bis 1976 im Amt.
Er war seit 1948 Mitglied der katholischen Studentenverbindung KDStV Staufia Bonn im CV.